# Gazeta Ziemi Pyrzyckiej
Gazeta Ziemi Pyrzyckiej - miesięcznik ukazujący się w powiecie pyrzyckim od 1991 pod nazwą Gazeta Pyrzycka obecny tytuł istnieje od  1993 r.

## Strony i rubryki
W Gazecie Ziemi Pyrzyckiej od początku istnienia znajdują się rubryki i strony tematyczne.
- Encyklopedia Pyrzycka
- Temat miesiąca
- Wydarzenia
- W skrócie
- Nasz samorząd
- Ogłoszenia
- Trybuna burmistrza
- Sport
- Spacerkiem po Pyrzycach
- Kultura